# NGC 2669
NGC 2669 est un amas ouvert,, situé dans la constellation des Voiles. Il a été découvert par l'astronome britannique John Herschel en 1834, mais il a également été enregistré par l'astronome persan Abd al-Rahman al-Soufi en l'an 964.
NGC 2669 est à environ 1 046 pc (∼3 410 al) du système solaire et les dernières estimations donnent un âge de 85 millions d'années. La taille apparente de l'amas est de 14 minutes d'arc, ce qui, compte tenu de la distance, donne une taille réelle maximale d'environ 14 années-lumière. 

Selon la classification des amas ouverts de Robert Trumpler, cet amas renferme moins de 50 étoiles (lettre p) dont la concentration est moyenne (II) et dont les magnitudes se répartissent sur un grand intervalle (le chiffre 3).